# Associazione Calcio Treviso 1943-1944
Questa voce raccoglie le informazioni riguardanti l'Associazione Calcio Treviso nelle competizioni ufficiali della stagione 1943-1944.

## Stagione
Nella stagione 1944 l'Italia è sempre più coinvolta nella Seconda guerra mondiale, con Treviso che risente il bombardamento del 7 aprile 1944 che causa oltre 1.450 morti. Sportivamente parlando, il bombardamento distrugge interamente l'archivio storico del Treviso, e causa un cratere nel campo di gioco e la distruzione della copertura della tribuna centrale.
Il Treviso disputa comunque il campionato regionale di Alta Italia, chiudendo al secondo posto il suo girone alle spalle del Venezia e rinunciando (assieme al Vicenza) alle finali, che furono disputate solo dal Venezia e Verona. Luigi Del Grosso realizza 11 gol in 11 partite.

## Rosa
| N. |                   | Ruolo | Calciatore           |
| -- | ----------------- | ----- | -------------------- |
|    | Italia (bandiera) | C     | Bruno Artuso         |
|    | Italia (bandiera) | A     | Mario Barbon         |
|    | Italia (bandiera) | D     | Cesare Benedetti     |
|    | Italia (bandiera) |       | Bertini              |
|    | Italia (bandiera) |       | Bianchi              |
|    | Italia (bandiera) | A     | Piero Bortoletto     |
|    | Italia (bandiera) |       | Caricato             |
|    | Italia (bandiera) |       | Cerillo              |
|    | Italia (bandiera) |       | Renato Cogo          |
|    | Italia (bandiera) | D     | Alvio Dal Maschio    |
|    | Italia (bandiera) | A     | Amedeo Degli Esposti |

| N. |                   | Ruolo | Calciatore           |
| -- | ----------------- | ----- | -------------------- |
|    | Italia (bandiera) | A     | Luigi Del Grosso     |
|    | Italia (bandiera) | C     | Riccardo Della Puppa |
|    | Italia (bandiera) | D     | Erminio Favaro       |
|    | Italia (bandiera) | C     | Leone Gerlin         |
|    | Italia (bandiera) | C     | Pietro Grosso        |
|    | Italia (bandiera) | C     | Antonio Maran        |
|    | Italia (bandiera) | P     | Giuseppe Moro        |
|    | Italia (bandiera) | C     | Ivone Nicoletti      |
|    | Italia (bandiera) |       | Arturo Poli          |
|    | Italia (bandiera) |       | Rossi                |

## Statistiche

### Statistiche di squadra
| Competizione           | Punti | In casa | In casa | In casa | In casa | In casa | In casa | In trasferta | In trasferta | In trasferta | In trasferta | In trasferta | In trasferta | Totale | Totale | Totale | Totale | Totale | Totale | DR  |
| Competizione           | Punti | G       | V       | N       | P       | Gf      | Gs      | G            | V            | N            | P            | Gf           | Gs           | G      | V      | N      | P      | Gf     | Gs     | DR  |
| ---------------------- | ----- | ------- | ------- | ------- | ------- | ------- | ------- | ------------ | ------------ | ------------ | ------------ | ------------ | ------------ | ------ | ------ | ------ | ------ | ------ | ------ | --- |
| Campionato Alta Italia | 16    | ?       | ?       | ?       | ?       | ?       | ?       | ?            | ?            | ?            | ?            | ?            | ?            | 12     | 8      | 1      | 3      | 36     | 11     | +25 |
| Totale                 |       | ?       | ?       | ?       | ?       | ?       | ?       | ?            | ?            | ?            | ?            | ?            | ?            | 12     | 8      | 1      | 3      | 36     | 11     | +25 |